# 千葉県道路公社
千葉県道路公社（ちばけんどうろこうしゃ）は、千葉県を設立団体とする地方道路公社である。

## 歴史
千葉県内の有料道路事業は、1965年（昭和40年）8月1日に設立した財団法人千葉県道路公社が担っていた。同公社は1967年（昭和42年）7月15日に観光部門を新設し財団法人千葉県道路観光公社と名称変更し引き続き有料道路事業を行っていたところであったが、1970年（昭和45年）の地方道路公社法の公布施行を受け、同法に基づく法人として1971年（昭和46年）5月11日に新たに別法人の千葉県道路公社を設立した。それまでの財団法人千葉県道路観光公社は観光事業に特化した法人として財団法人千葉県観光公社に名称変更されている。

## 管理する道路

### 一般有料道路
- 利根かもめ大橋有料道路（銚子新大橋有料道路）（千葉県道198号銚子波崎線）
- 東金九十九里有料道路（千葉県道75号東金豊海線）
- 銚子連絡道路（山武東総道路1期）（国道126号）※圏央道・松尾横芝ICと接続。

### 一般自動車道
- 九十九里有料道路

## かつて管理していた道路
- 新行徳橋有料道路 : 1993年（平成5年）1月1日 無料開放
- 市川松戸有料道路 : 2000年（平成12年）10月1日 無料開放
- 銚子有料道路 : 2003年（平成15年）7月23日 無料開放
- 松戸野田有料道路 : 2007年（平成19年）10月1日 無料開放
- 勝浦有料道路 : 2008年（平成20年）4月5日 無料開放
- 松戸三郷有料道路（千葉県道295号松戸三郷線） : 2008年（平成20年）10月26日 無料開放
- 流山有料道路 : 2015年（平成27年）4月14日 無料開放
- 東総有料道路（千葉県道70号大栄栗源干潟線） : 2018年（平成30年）4月21日 無料開放
- 房総スカイライン有料道路（国道465号・千葉県道92号君津鴨川線） : 2019年（平成31年）4月21日 無料開放
- 鴨川有料道路（千葉県道24号千葉鴨川線） : 2019年（平成31年）4月21日 無料開放
- 千葉外房有料道路（千葉県道67号生実本納線） : 2023年（令和5年）2月1日 無料開放

このほか、茂原一宮道路が千葉県道路公社の管理する有料道路として事業着手されたが、採算性の問題から一般道へ切り替えられ、現在は千葉県が事業主となって整備が進められている。